# Fanárion (ort i Grekland)
Fanárion (Fanari) är en ort i Grekland.   Den ligger i prefekturen Nomós Ileías och regionen Västra Grekland, i den södra delen av landet, 170 km väster om huvudstaden Aten. Fanárion ligger 738 meter över havet och antalet invånare är 127.
Terrängen runt Fanárion är lite bergig, och sluttar norrut. Runt Fanárion är det mycket glesbefolkat, med 4 invånare per kvadratkilometer. Närmaste större samhälle är Zacháro, 19,1 km väster om Fanárion. 